# 瓦尔特·森特诺
瓦尔特·森特诺（西班牙語：Walter Centeno，1974年10月6日—），哥斯达黎加男子足球运动员，司职中场。他曾代表哥斯达黎加国家队参加2002年和2006年国际足联世界杯，两届比赛均止步小组赛阶段。